# Слово святого Григория, изобретено в толцех
«Слово святого Григория, изобретено в толцех» — русская компиляция, составленная на основе Слова (поучения) Григория Богослова на Богоявление, направленного против античного язычества, в которое добавлены вставки против славянских языческих верований и обрядов.

## Текстология
Слово не было широко распространено в рукописной традиции. Первоначальный текст памятника не сохранился, но, по мнению исследователей, его лучше всего передаёт список в Паисиевском сборнике. Помимо этого, Слово известно ещё в двух списках.
В оригинале имеет название: «Слово святаго Григорья, изобретено в толъцех о том, како первое погани суще языци кланялися идолом и требы им клали, то и ныне творят».

## Датировка
И. И. Срезневский и Н. М. Гальковский датировали сочинение концом XIII — началом XIV века. Вильо Мансикка считал, что нижней датой памятника является время создания «Слова некоего христолюбца и ревнителя по правой вере». Е. В. Аничков предполагал, что Слово написано в 60-х годах XI века и связывал его возникновение с борьбой против волхвов.

## Происхождение
По мнению Аничкова, первоначальная редакция Слова была сокращённым переложением выдержек из Слова Григория Богослова и ничего не говорила о язычестве восточных славян. Сведения о языческих верованиях славян представляют собой позднейшие вставки, наслаивавшиеся одна на другую. По наблюдениям Аничкова, перевод Слова Григория Богослова, лежащий в основе компиляции, был близок к первому переводу собрания 13 слов этого отца церкви. Мансикка считал, что составитель Слова пользовался комментариями к Григорию Богослову. Обращение к этой проповеди отца церкви объясняется тем, что в древности она считалась классическим примером обличения язычества. Помимо Слова Григория Богослова в компиляции использована летописная Речь философа (см. Повесть временных лет). Кроме того, Мансикка видит в «Слове святого Григория, изобретено в толцех» следы влияния «Слова некоего христолюбца и ревнителя по правой вере». В отличие от своих предшественников Аничков считал сообщение о создании сочинения по дороге в Царьград («досюде могох написати даже несоша ны Царюграду») позднейшей вставкой, которая относилась только к одному из списков «Слова святого Григория, изобретено в толцех».

## Содержание
Греческий оригинал древнерусского Слова направлен против античных культов богини-матери и бога-сына. Празднование этих культов в вольном переложении русских книжников было названо родопочитанием. Сам пересказ начинается с привязки к античным образцам. По мнению Е. В. Аничкова, анализировавшего Слово, сцена описания фаллического обряда является поздней вставкой в Слово, причём автор вставки не знал или плохо знал древнерусский язык. Н. М. Гальковский считал, что это сообщение позаимствовано из какого-то византийского источника, возможно устного сказания, Аничков в качестве источника видел так называемую «Речь философа» (глава об обряде магометан).

## Язычество в Слове
В 1846 году И. И. Срезневский (1846) выделил Рода как дух или привидение. Но после открытия в 1850 году С. П. Шевырёвым Паисьевского сборника со «Слово святого Григория» учёные изменили представление о Роде. Начиная с И. И. Срезневского и Д. О. Шеппинга, ряд учёных рассматривают рода и рожаниц как особые божества, отдельные от упомянутых в тексте Осириса, Артемиды, Перуна, Хорса, Мокоши и др. Срезневский (1851) писал о Роде как об «особенном языческом божестве сродни с Рожаницей-Артемидой и, следовательно, важном». Рожаница сопоставлялась им не только с греческими «девами жизни» — мойрами, но также с греческой Тихе, богиней судьбы (1846). Д. О. Шеппинга (1851) и А. Н. Афанасьева (1855; 1869) издали специальные статьи на эту тему, где подняли статус Рода был ещё выше.
Первооткрыватель списка Слова в Паисиевом сборнике С. П. Шевырёв предполагал, что род и рожаницы — те же самые Осирис, Артемида, Артемид и др. Это мнение было длительное время забыто, но его затем поддержал Н. И. Зубов, который в результате исследований пришёл к выводу, что в памятнике говорится о богинях-матерях (рожаница) и рождаемых ими богах-сыновьях (род). В памятнике прямо сказано, что эллины поклоняются «Артемиде и Артемиду рекше роду и рожаници». Названия род и рожаница последовательно относятся то к египетской «рожаничной» паре, то к халдейской, то к эллинской, римской и славянской. Протооригинал Слова посвящён развенчиванию античных культов богини-матери и бога-сына. Древнерусские книжники в переводе Слова празднование этих культов называют термином родопочитание. Имеет место «антирожаничная» установка памятника: христианская Богородица и её Бог-Сын должны вытеснить прочих языческих «рожениц» и «родов». Согласно Зубову, род и рожаница в данном памятнике — это широко распространённый в античном и восточном мире сюжет о божественных Матери и Сыне (например, Исида и Гор), перенесённый в древнерусскую книжность из Византии. Причём имя Сына сохранилось как имя собственное, а имя Матери — нет. Поэтому нет оснований считать Рода каким-то абстрактным божеством или одним из верховных божеств, и тем более неуместно проводить к нему параллели из монотеистических систем. Во фрагментах «халдеи. начаша требы имъ творити великия. роду и роженицам. пороженью проклятаго бога осира» и «також и до словен доиде. се словене. и ти начаша требы класти роду и рожаницам. преже перуна бога их. а переже того клали требу. упырем і берегиням» (список по Паисиевскому сборнику; в других списках аналогично) термину пороженье относительно Осириса соответствует термин преже (переже) относительно Перуна. По мнению Зубова, первоначально на месте слова переже (преже) могла стоять форма пороженью. Перун в данном тексте первоначально мыслился как род (тип божества), а не как особый мифологический персонаж.
Списки Слова содержат «периодизацию» славянского язычества: «се слов. [словене] и ти начаша требы класти роду и рожаницам. преже перуна бога ихъ. а переже того клали требу. упирем и берегиням». То есть вначале славяне поклонялись упырям и берегиням, затем стали поклоняться роду и рожаницам, а позднее — Перуну. И. И. Срезневский писал, что древнерусский автор не мог знать о столь глубокой хронологии, поскольку христианину средних веков не могла прийти мысль рассматривать язычество в эволюционном развитии, кроме того, автор на большом временном расстоянии и не имея каких-либо источников по данной теме не мог прийти к представлению о данных трёх периодах. Из числа позднейших исследователей только Б. А. Рыбаков принял эту хронологию в качестве подлинной и сделал её одним из оснований своей концепции славянского язычества.
Упыри и берегини упоминаются в ряду, связанном с культом предков. Зубов предположил, что по мысли автора Слова, от эллинов славяне научились поклоняться рождающимся богам, а раньше (переже того) поклонялись покойникам. Зубов полагает, что автор текста говорит о вытеснении образами христианской Богородицы и Бога-Сына образов языческих «рожениц» и «родов». По мнению исследователя, вышеуказанные отрывки свидетельствуют, что Род и Рожаница — это широко распространённый в античном и восточном мире сюжет о божественных Матери и Сыне (например, Исида и Гор), перенесённый в древнерусскую книжность из Византии. Причём имя Сына сохранилось как имя собственное, а имя Матери — нет. Поэтому нет никаких оснований считать Рода каким-то абстрактным божеством или одним из верховных божеств, и уж тем более неуместно проводить к нему параллели из монотеистических систем.

## Влияние
Слово было использовано при составлении компилятивного «Слова святого отца нашего Иоанна Златоустаго… о томь, како пьрвое погании веровали в идолы…», из которого в свою очередь сделаны вставки в особую редакцию Слова святого Григория.

## Издания
- Аничков Е. В. Язычество и Древняя Русь. — СПб.: Типография М. М. Стасюлевича, 1914.. — С. 380—386. — (Записки историко-филологического факультета СПб. университета. — Ч. 117).
- Буслаев Ф. Историческая христоматия церковнославянского и древнерусского языков. — М., 1861. — Стб. 528—530.
- Гальковский Н. М. Борьба христианства с остатками язычества в Древней Руси. — Т. 2. — Записки императорского Московского археологического института. — М., 1913. — Т. 18. — С. 17—35.
- Памятники древнерусской церковно-учительной литературы. — СПб., 1897. — Вып. 3. — С. 231—235.
- Памятники общественной мысли Древней Руси: В 3-х т. — Том 1. Домонгольский период (недоступная ссылка) / [Составитель, автор вступ. ст. и коммент. И. Н. Данилевский]. — М.: Российская политическая энциклопедия (РОССПЭН), 2010. — (Библиотека отечественной общественной мысли с древнейших времён до начала XX века"). — С. 242—244. Перевод «Слова…» на русский язык.
- Тихонравов H. С. Летописи русской литературы и древности. — М., 1862. — Т. 4. — С. 96—105.